# Juan Pablo Urrego
Juan Pablo Urrego Duque (Medellín, Antioquia, Colombia, 4 de enero de 1986) es un actor colombiano, reconocido por interpretar el papel protagónico de  Rigoberto "Rigo" Urán en la serie del Canal RCN, Rigo, Hernán Darío Bayona en las series de Telemundo, Sin senos sí hay paraíso y El final del paraíso y Joaquín Calle en la serie de Caracol Televisión, Las hermanitas Calle.

## Biografía
Juan Pablo Urrego nació el 4 de enero de 1986 en Medellín. Estudió teatro y circo en Cuba, y luego decidió radicarse en Argentina para continuar con su formación actoral. Fue estudiante de maestros como Augusto Fernandes, Marcelo Katz y Julio Chávez. Además del español sabe hablar inglés. 
En teatro ha participado en obras como La cantante calva, Sueño de una noche de verano y Romeo y Julieta entre otras. En televisión, el rol que le consiguió un reconocimiento público fue «Tony» en la telenovela juvenil, Niní, protagonizada por Florencia Bertotti. En 2024, protagonizó la exitosa serie Rigo del Canal RCN, interpretando al ciclista profesional colombiano,  Rigoberto "Rigo" Urán.

## Filmografía

### Cine
| Año  | Título                         | Personaje              | Nota                           |
| ---- | ------------------------------ | ---------------------- | ------------------------------ |
| 2018 | Las señoritas de doña Hermidia |                        | Cortometraje                   |
| 2018 | Sangre y levadura              |                        | Cortometraje                   |
| 2019 | Amigo de nadie                 | Julián                 | Protagonista; Largometraje     |
| 2020 | El olvido que seremos          | Héctor Abad Faciolince | Protagonista; Largometraje     |
| 2021 | Memoria                        | Hernán Bedoya (Joven)  | Protagonista; Largometraje     |
| 2023 | Los iniciados                  | Ignacio Pombo          | Elenco Principal; Largometraje |
| 2024 | Haunted Heart                  | Chico                  | Elenco Principal; Largometraje |
| 2024 | UNO: entre el oro y la muerte  | Joaquin                | Protagonista; Largometraje     |

### Televisión
| Año       | Título                               | Personaje                                 | Rol                                         |
| --------- | ------------------------------------ | ----------------------------------------- | ------------------------------------------- |
| 2007-2008 | Pocholo                              | Danie Motato                              | Elenco Principal; Telenovela                |
| 2009-2010 | Nini                                 | Tony                                      | Elenco Principal; 129 episodios; Telenovela |
| 2012-2013 | El capo 2                            | Juan Camilo                               | Elenco Recurrente (Temporada 2); Telenovela |
| 2013-2014 | Los graduados                        | Martín Urritia Vallejo                    | Elenco Principal; Telenovela                |
| 2015      | Esmeraldas                           | Octavio Ortega / Octavio Guerrero (Joven) | Elenco Principal; Telenovela                |
| 2015-2016 | Las hermanitas Calle                 | Joaquín Calle Araque                      | Elenco Principal; 93 episodios; Telenovela  |
| 2016-2018 | Sin senos si hay paraíso             | Hernán Darío Bayona «Nacho»               | Elenco Principal; 212 episodios; Telenovela |
| 2017      | Sobreviviendo a Escobar, alias J.J.  | John Jairo Velásquez «Popeye»             | Protagonista; 69 episodios; Telenovela      |
| 2018-2019 | Distrito salvaje                     | Edilson                                   | Elenco Principal; 8 episodios; Miniserie    |
| 2019      | Historia de un crimen: Colmenares    | Carlos Cárdenas                           | Elenco Principal; 5 episodios; Miniserie    |
| 2019      | El final del paraíso                 | Hernán Darío Bayona «Nacho»               | Elenco Principal; 13 episodios; Telenovela  |
| 2021      | El Cartel de los Sapos: el origen    | Leonardo Villegas (Joven)                 | Protagonista; 27 episodios, Telenovela      |
| 2021      | MalaYerba                            | Ignacio                                   | Protagonista; 10 episodios; Miniserie       |
| 2022-2024 | Primate                              | Joao                                      | Elenco Principal; 16 episodios; Serie TV    |
| 2022      | Goles en contra                      | Andrés Escobar                            | Protagonista; 6 episodios; Miniserie        |
| 2022-2023 | Echo 3                               | Momo                                      | Elenco Recurrente; 3 episodios; Miniserie   |
| 2023      | Emma Reyes: La huella de la infancia | Guillermo Botero Gutiérrez                | Elenco Principal (Temporada 2); Serie TV    |
| 2023-2025 | Manes                                | Daniel Rivera                             | Elenco Principal; 18 episodios; Serie TV    |
| 2023-2024 | Rigo                                 | Rigoberto «Rigo» Urán Urán                | Protagonista; 99 episodios; Bionovela       |
| 2025      | La Vorágine                          | Arturo Cova                               | Protagonista; 8 episodios; Miniserie        |
| 2025      | Delirio                              | Freddy «El Midas» Rodríguez               | Protagonista; 8 episodios; Miniserie        |

### Teatro
| Año  | Título             | Personaje | Nota |
| ---- | ------------------ | --------- | ---- |
| 2010 | La busqueda        |           |      |
| 2010 | La Revolución      |           |      |
| 2016 | Morir de amor      |           |      |
| 2018 | El bolero de Ruben |           |      |

## Premios y nominaciones

### Premios India Catalina
| Año  | Categoría              | Telenovela o serie   | Resultado |
| ---- | ---------------------- | -------------------- | --------- |
| 2016 | Mejor actor de reparto | Las hermanitas Calle | Nominado  |

### Premios TvyNovelas
| Año  | Categoría                                     | Telenovela o serie       | Resultado |
| ---- | --------------------------------------------- | ------------------------ | --------- |
| 2018 | Mejor actor protagónico de telenovela o serie | Sin senos sí hay paraíso | Ganador   |
| 2016 | Mejor actor protagónico de serie              | Las hermanitas Calle     | Nominado  |